# Чжао Сюйжі
Чжао Сюйжі (спрощ.: 赵旭日; піньїнь: Zhào Xùrì, нар. 3 грудня 1985, Далянь) — китайський футболіст, який грає на позиції півзахисника. Відомий за виступами в низці китайських клубів, найбільше за клуб «Гуанчжоу Евергранд», у складі якого став чотириразовим чемпіон Китаю, володарем Кубка Китаю та дворазовим клубний чемпіон Азії; а також у складі національної збірної Китаю, у складі якої футболіст грав на трьох фінальних турнірах Кубка Азії.

## Клубна кар'єра
Чжао Сюйжі народився 1985 року в місті Далянь, та є вихованцем місцевих юнацьких команд футбольних клубів «Далянь Ваньда» та «Далянь Шиде». У дорослому футболі дебютував 2003 року виступами за команду «Сичуань Гуаньчен», в якій грав до 2004 року, взявши участь у 37 матчах чемпіонату.
У 2005 році футболіст повернувся до складу команди «Далянь Шиде», в якій грав до 2009 року. У складі команди у 2005 році став чемпіоном Китаю та володарем Кубка Китаю. У 2010–2011 року Чжао грав у складі команди «Гуйчжоу Женьхе».
З 2012 року Чжао Сюйжі грав у складі клубу «Гуанчжоу Евергранд». У складі команди з Гуанчжоу футболіст за наступні 4 сезони своєї ігрової кар'єри 4 рази ставав чемпіоном Китаю, володарем кубка країни, а також двічі у складі команди став переможцем Ліги чемпіонів АФК.
У 2016–2019 роках Чжао грав у складі клубу «Тяньцзінь Цюаньцзянь», а у 2019–2022 роках футболіст захищав кольори клубу «Далянь Їфан».
З початку 2022 року Чжао Сюйжі грав у складі клубу «Сичуань». Протягом 2023 року футболіст грав у складі «Гуансі Пінго Халяо», який залишається його останнім клубом.

## Виступи за збірні
У 2005 році Чжао Сюйжі залучався до складу молодіжної збірної Китаю. У 2008 році футболіст у складі олімпійської збірної Китаю грав на футбольному футбольного турніру на Олімпійських іграх 2008 року у Пекіні, де провів 2 гри.
Ще у 2003 році Чжао Сюйжі дебютував у складі національної збірної Китаю. У складі збірної у 2007 році футболіст брав участь у фінальному турнірі кубка Азії з футболу 2007 року у чотирьох країнах відразу. У 2011 році футболіст удруге брав участь у фінальному турнірі кубка Азії з футболу, а у 2019 році утретє брав участь у фінальному турнірі кубка Азії з футболу, після якого до складу збірної не залучався. Загалом зіграв у складі національної збірної 71 матч, у якому відзначився 3 забитими м'ячами.

## Титули й досягнення
- Чемпіон Китаю (5):

«Далянь Шиде»: 2005
«Гуанчжоу Евергранд»: 2012, 2013, 2014, 2015
- Володар Кубка Китаю (2):

«Далянь Шиде»: 2005
«Гуанчжоу Евергранд»: 2012
- Клубний чемпіон Азії (2):

«Гуанчжоу Евергранд»: 2013, 2015